# Mount Capley
Mount Capley är ett berg i Antarktis. Det ligger i Västantarktis. Chile gör anspråk på området. Toppen på Mount Capley är 1 810 meter över havet, eller 408 meter över den omgivande terrängen. Bredden vid basen är 8,0 km.
Terrängen runt Mount Capley är huvudsakligen kuperad, men åt nordväst är den bergig. Trakten är obefolkad. Det finns inga samhällen i närheten.